# Любич, Иван (футболист)
Иван Любич (нем. Ivan Ljubic; родился 7 июля 1996 года, Вена, Австрия) — австрийский футболист хорватского происхождения, защитник клуба «Штурм».

## Клубная карьера
Любич — воспитанник столичного клуба «Аустрия». В 2014 году для получения игровой практики он начал выступать за дублирующий состав. Летом 2015 года Иван присоединился к клубу «Хорн», которому спустя год помог выйти во Вторую Бундеслигу Австрии. В 2017 году Любич перешёл в «Штурм», но для получения игровой практики был отдан в аренду в «Винер-Нойштадт». 21 июля в матче против «Рида» он дебютировал за новый клуб. Через неделю в поединке против «Блау-Вейб Линца» Иван забил свой первый гол за «Винер-Нойштадт».
Летом 2018 года Любич был арендован клубом «Хартберг». 28 июля в матче против «Штурма» он дебютировал в австрийской Бундеслиге. 15 сентября в поединке против «Альтаха» Иван забил свой первый гол за «Хартберг».
В начале 2019 года Любич вернулся в «Штурм». 24 февраля в матче против «Маттерсбурга» он дебютировал за команду из Граца. 19 октября в поединке против «Ред-Булл Зальцбург» Иван забил свой первый гол за «Штурм». 

## Международная карьера
В 2019 году в составе молодёжной сборной Австрии Любич принял участие в молодёжном чемпионате Европы в Италии. На турнире он сыграл в матчах против команд Сербии и Дании.